# Козловский, Мацей
Мацей Козловский (пол. Maciej Kozłowski; род. 12 января 1943 года, Любожица, Генерал-Губернаторство) — польский историк, журналист, диссидент и дипломат. Посол Польши в Тель-Авиве. Подозревался в сотрудничестве с коммунистическими органами госбезопасности.

## Биография
Родственник бывшего премьер-министра Польши Леона Козловского.
В 1966 году окончил учёбу на философско-историческом факультете Ягеллонского университета по специальности «средиземноморская археология». В 1966—1968 году обучался на постдипломных курсах журналистики в Варшавском университете.
В 1968 году переехал в Норвегию. Работал на угольной шахте на Шпицбергене. Начал сотрудничать с изданием «Kultura» Ежи Гедройца, которое потом продолжил в Париже. В качестве корреспондента «Культуры», несколько раз был в командировках в Чехословакии. Участвовал в доставке нелегальной литературы эмигрантских издательств в Польшу через Татры. 27 мая 1969 года был арестован чехословацкой госбезопасностью и передан польским властям. Проходил по «делу проводников». 24 февраля 1970 года был приговорён к 4.5 годам заключения. Освобождён после амнистии в сентябре 1971 года.
В 1970-х годах зарабатывал на жизнь переводами с английского языка, сотрудничал с рядом журналов. В 1975—1980 годах член редакции еженедельника издания «Wieści». Проводил занятия на факультете английской филологии Ягеллонского университета. В 1980-81 годах главный редактор «Краковских ведомостей», полуофициального органа малопольского отделения «Солидарности». С сентября 1982 года начал работать в «Tygodnik Powszechny».
В 1980-х годах давал лекции по новейшей истории Польши, истории Польши нового времени и истории Центральной Европы в Ягеллонском и Люблинском католическом университетах, а также в зарубежных учебных заведениях. Был членом совета Фонда независимых издательств. В 1986—1988 годах по стипендии программы Фулбрайта пребывал в Соединённых Штатах. В 1988 году защитил докторат на факультете истории Ягеллонского университета. В 1989 году был членом Гражданского комитета при Лехе Валенсе. В феврале 1989 года был в числе основателей еженедельника «Czas Solidarności».
В 1990 году перешёл на дипломатическую работу. Назначен на пост полномочного министра-советника в посольстве Польши в округе Колумбия. В 1993—1994 поверенный в делах Польской Республики в Соединённых Штатах Америки. Затем работал в штаб-квартире МИДа. Был директором департамента Африки и Ближнего Востока МИД Польши. С 1998 года государственный подсекретарь (заместитель министра). В 1999—2003 годах посол Польши в Израиле. С 2003 года заместитель директора департамента Африки и Ближнего Востока МИД Польши.
Был членом Европейско-Атлантического товарищества, занимавшегося работой над расширением НАТО. Входил в состав Фонда по диалогу между народами.

## Обвинения в сотрудничестве с коммунистической госбезопасностью
По данным Института национальной памяти, в 1965—1969 годах Мацей Козловский был сначала кандидатом, а затем секретным сотрудником Службы Безопасности в Кракове под псевдонимом «Витольд».
6 декабря 2012 года окружной суд в Варшаве осудил Козловского за нарушение правил люстрации, признал его виновным в сотрудничестве с коммунистическим режимом, и приговорил к 3 годам запрета на исполнение общественных функций.
11 июня 2013 года апелляционный суд Варшавы утвердил решение окружного суда.
13 февраля 2014 года Высший суд по кассационному надзору оправдал Козловского от обвинения в нарушении правил люстрации.
Суммарно, начиная от подачи обвинения в сотрудничестве с коммунистическими властями прокурором Богуславом Ниженьским в 1998 году, дело Мацея Козловского длилось 16 лет.

## Публикации
- 1983: Duchy polskie
- 1985: Krajobrazy przed bitwą (Премия Союза польских журналистов)
- 1988: Almanach piękności
- 1990: Między Sanem a Zbruczem (Премия еженедельника Polityka)
- 2003: Poland — The Story
- 2005: Sprawa premiera Leona Kozłowskiego. Zdrajca czy ofiara
- 2006: Trudne pytania w dialogu polsko-żydowskim